# Karekare Falls
Die Karekare Falls sind ein Wasserfall in der Region Auckland auf der Nordinsel Neuseelands. Er liegt westlich der Ortschaft Karekare in den Waitākere Ranges im Lauf des Company Stream kurz vor dessen Mündung in die Tasmansee. Seine Fallhöhe beträgt etwa 25 Meter.
Der Wasserfall ist bequem durch Zufahrten von Piha und Karekare erreichbar. Ein 5 minütiger und einfach begehbarer Wanderweg zum Fuß des Wasserfalls führt am Unterlauf des Company Stream vorbei an opalfarbenen Gumpen.